# 1850 Когоутек
1850 Когоутек (1850 Kohoutek) — астероїд головного поясу, відкритий 23 березня 1942 року німецьким астрономом Карлом Вільгельмом Райнмутом. Тимчасова назва під час відкриття — 1942 EN. Названо на честь чехословацького астронома Любоша Когоутека.
Тіссеранів параметр щодо Юпітера — 3,613.